# Apa
Apa (španjolski: Rio Apa) - rijeka u Paragvaju i Brazilu. 
Apa je pritoka rijeke Paragvaj, koji je pak pritoka rijeke Parane. Čini dio granice između Paragvaja i Brazila.
Rijeka izvire u prašumama Mata Grossa do Sul u Brazilu, zatim teče kroz močvaru Pantanal pa dijelom svog toka formira granicu između Brazila i Paragvaja. Kod paragvajskog grada San Lázaro ulijeva u rijeku Paragvaj.